# Santa Catarina (freguesia)
Santa Catarina es una freguesia caboverdiana del municipio de Santa Catarina.

## Geografía
La freguesia abarca parte de la isla de Santiago.

## Organización territorial
La freguesia contaba en 2021 con 37 472 habitantes distribuidos en las entidades de población de:

### Ciudade
- Assomada

### Villas
- Achada Falcão
- Chã de Tanque
- Ribeira da Barca

### Localidades
- Achada Galego
- Achada Gomes
- Achada Lazão
- Achada Leite
- Achada Lém
- Achada Ponta
- Achada Tossa
- Águas Podres
- Arribada
- Banana Semedo
- Boa Entrada
- Boa Entradinha
- Bombardeiro (Engenhos)
- Chã de Lagoa
- Charco
- Cruz Grande
- Entre Picos
- Entre Picos de Reda
- Figueira das Naus
- Fonte Lima
- Fonteana
- Fundura
- Furna
- Gamchemba
- Gil Bispo
- Japluma
- João Bernardo
- João Dias
- Junco
- João
- Lugar Velho
- Mancholy
- Mato Baixo
- Mato Gege
- Mato Sancho
- Palha Carga
- Pata Brava
- Pau Verde
- Pingo Chuva (parcial)
- Pinha dos Engenhos
- Ribeira Riba
- Ribeirão Isabel
- Ribeirão Manuel
- Rincão
- Saltos Acima
- Sedeguma
- Serra Malagueta
- Tomba Touro